# Centro de Información, Documentación y Análisis del Movimiento Obrero
El Centro de Información, Documentación y Análisis del Movimiento Obrero (CIDAMO) fue un organismo académico autónomo mexicano, destinado al análisis del movimiento obrero en América Latina y en menor medida en el mundo socialista. Sus fundadores fueron en 1977 Ruy Mauro Marini y Claudio Colombani, siendo Marini su primer director hasta 1982.

## Historia
Fundado en 1977, a través de la revista del mismo nombre, se convirtió a finales de la década de los setenta y principios de los ochenta en un importante referente académico de la izquierda marxista y leninista, ligados siempre a la Teoría de la dependencia. Allí se formaron intelectuales como el chileno Jaime Osorio Urbina, el mexicano Luis Hernández Palacios, el peruano-hondureño Antonio Murga y el argentino Alberto Spagnolo. Pronto CIDAMO se convirtió en un espacio de reflexión conjunta de la intelectualidad de los distintos exilios en México, todos ligados a la izquierda revolucionaria latinoamericana del mencionado periodo. El análisis actualizado de los procesos sociales y de coyuntura, se constituyó en el valor añadido tanto del centro como de la revista que materializaba las investigaciones que allí se producían. La revista y el centro de documentación se financiaban con aportaciones de organizaciones socialcristianas y socialdemócratas de Canadá y Europa, así como del trabajo voluntario de decenas de militantes latinoamericanos exiliados en México. Destacan el historiador mexicano Francisco Pineda, la periodista mexicana Maribel Gutiérrez, la economista chilena Patricia Olave y la militante hispanochilena Lila Lorenzo Soto-Aguilar.